# Huai av Xia
Huai (槐; Huái), eller Fen (芬; Fēn) var en kung under den kinesiska Xiadynastin och regerade från 1799 till 1756 f.Kr.
Huai blev regent i året Wuzi (戊子) efter att hans far Zhu av Xia avlidit. Efter sin död efterträddes Hui av sin son Mang av Xia.
Zhus biografi är beskriven i de historiska krönikorna Shiji och Bambuannalerna där han kallas Fen (芬).